# Guyon Fernandez
Guyon Fernandez (L'Aia, 18 aprile 1986) è un ex calciatore olandese, di ruolo attaccante.

## Palmarès

### Competizioni nazionali
- Coppa dei Paesi Bassi: 1

PEC Zwolle: 2013-2014